# Артас Менетіл
Артес Менетіл (англ. Arthas Menethil) — персонаж вигаданого всесвіту Warcraft, принц Лордерона і лицар Сріблястої десниці, був сином короля Теренаса Менетіла II і спадкоємцем трону. Утер Світлоносець навчав його мистецтвам паладина, а до чарівниці Джайни Праудмур він мав романтичні почуття. Але, незважаючи на такий початок, після об'єднання з Нер'зулом, Королем Мертвих, Артес став одним з найжахливіших створінь, які колись зустрічалися на просторах Азерота — Королем-лічем.

## Біографія
Принц Артес Менетіл народився за чотири роки до Першої війни в сім'ї короля Теренаса Менетіла II. Молодий принц ріс в ті часи, коли землі всього Азероту були пронизані війною, Альянс знаходився у темряві, а сиві хмари все ще кружляли над обрієм.
Будучи ще дитиною, Артес подружився з Варіаном Рінном. Бойовому мистецтву Артеса навчав сам Мурадін Бронзобородий, брат короля дворфів Маґні Бронзобородого. Артес досяг успіху у військовій підготовці та став експертом-мечником. На чолі з Утером Світлоносцем Артес вступив до ордену лицарів Сріблястої десниці у віці 19 років. Незважаючи на свою нерозсудливість та впертість, Артес став прославленим воїном. Одним з його найвідоміших подвигів стала контратака на тролів, що атакували Кель'Талас із Зул'Аману.
У ці часи Артес зустрів молодшу дочку Деліна Праудмура — чарівницю Джайну. Протягом кількох років вони росли пліч-о-пліч одне з одним, і все це закінчилося романтичними відносинами. Вони сильно кохали одне одного, але з часом Артес став питатися у себе: чи готові вони бути разом? І він вирішив розлучитися з Джайною, щоб вона могла зосередитися на своєму магічному навчанні, а він — на своїх зобов'язаннях перед Лордероном. Незабаром після цього вони вирішили відновити свої відносини, але це сталося у самісінькому початку навали чуми — події, що назавжди змінили їхнє життя.

### Чума
На Азерот впали великі труднощі. Орки вирвалися зі своїх таборів, а також швидко поширювалися новини про чуму, що вразила північні землі. Артес і Утер були направлені до Странбраду для захисту міста від набігів орків. Молодий принц переміг чорного дракона Сірінокса і забрав його серце, яке згодом віддав дворфу Феранору Стілто, який викував йому вогненну сферу. Артес використовував цю магічну сферу для вбивства лідера орків.
Тим не менше, значно більша загроза йшла від чуми. Джайну і капітана Люка Валонфорта послали для укріплення оборони Артеса, якому на той час вже виповнилося 23 роки. Разом вони мали дослідити таємничу чуму. Борючись із армією мерців, вони зустрілися з некромантом Кел'Тузадом поблизу містечка Брилл і переслідували його до самого Андорала.
Кел'Тузад уже заразив все зерно, що зберігалося в Андоралі і відправив його до найближчих сіл. Перед смертю від руки Артеса Кел'Тузад обмовився про Мал'Ґаніса, який вів за собою армію невмерлих. Джайна і Артас вирушили на північ, щоб битися з ним в Стратгольмі.
Дорогою Артес і Джайна зупинилися у Харглені з надією відпочити. Там їх попередили про наступ армії невмерлих. Артес наказав Джайні знайти Утера і попросити його про допомогу, а сам залишився обороняти місто. На свій страх Артес виявив, що чума не була засобом масового вбивства, а перетворювала невинних міщан в живих мерців. Військо Артеса виснажувалося і було вже на межі поразки, коли прибув Утер з підкріпленням і врятував село.
Дорогою до Стратгольма Артеса зустрів таємничий пророк Медів. Він дав йому таку ж пораду, що і незадовго до цього його батькові Теренасу: відправлятися на захід, у Калімдор. Артес відмовився, запевняючи, що його місце з народом, і присягнувся, що ніколи не зречеться своїх людей. Джайна говорила Артасу, що, можливо, пророк має рацію, але той і не думав слухати її. Артас продовжив свій шлях у Стратгольм.

### Зачистка Стратгольма
Після прибуття в Стратгольм Артес виявив, що зерно вже поділено між жителями міста і усвідомив, що незабаром всі вони перетворяться на живих мерців. Він наказав Утеру і його лицарям знищити все місто. Жахаючись почутого, Утер засудив Артеса, сказавши, що не виконав би подібний наказ, навіть якби Артес був «хоч тричі королем». Звинувативши Утера в зраді, Артес розпустив лицарів Сріблястої десниці. Кілька його лицарів залишилися з Утером, так само вчинила і Джайна. Решта лицарів допомогли Артесу знищити заражених міщан.
Як тільки молодий принц почав знищувати жителів Стратгольма, перед ним постав сам Мал'Ґаніс, який намагався забрати душі городян. Артас намагався знищити людей до того, як їх душі потраплять до рук Мал'Ґаніса. Зрештою, Артес викликав Повелителя Жаху на поєдинок. Однак Мал'Ґаніс втік, пообіцявши зустрітися з Артасом в Нортренді.

### Нортренд
Артас переслідував його із рештками свого війська. Місяць потому він прибув на територію материка. Поки принц і його люди шукали вдале місце для табору, війська потрапили під обстріл дворфів зі Спілки Дослідників, так як ті не змогли розпізнати їх і просто помилилися. Артас був шокований зустріччю зі своїм хорошим другом і колишнім наставником Мурадіном Бронзобородим. Спочатку дворф думав, що Артас прибув на континент, щоби врятувати Мурадіна і його людей, які в процесі пошуків легендарного рунного меча Кригоплачу були оточені армією невмерлих. Артас сказав, що зустріч — лише випадковий збіг. Разом вони зруйнували найближчий табір невмерлих, але слідів Мал'Ґаніса так і не знайшли.
Поки Мурадін та Артас шукали Кригоплач, з далеких земель Лордерону прибув посланець з метою передати повідомлення капітану Люку Валонфорту. Він приніс вказівку від Утера і Теренаса, в якій Артасу було наказано повернутися зі своїм військом додому. Коли Артас повернувся до табору, війська вже залишили свої пости і пробиралися лісами до кораблів. Артас не збирався покидати землі Нортренду до перемоги над Мал'Ґанісом. Заручившись підтримкою місцевих найманців, він добрався до кораблів раніше за своїх воїнів і спалив їх. Коли до решток кораблів прибули воїни, Артас зрадив найманців, звинувативши їх у підпалі, і капітан, незважаючи на невдоволення Мурадіна, убив відданих найманців. Артас повідомив своїм воїнам, що у них немає шляху назад і єдиним способом покинути Нортренд є перемога.

### Кригоплач
В пошуках Кригоплачу Артас і його військо продовжували пробиватися до фортеці Драк'Тарон. Як тільки принц дістався до фортеці, перед ним з'явився сам Мал'Ґаніс і пообіцяв йому швидку смерть. Артас і Мурадін, залишивши капітана Люка Валонфорта для захисту фортеці, вирушили на пошуки рунного меча.
Пройшовши через стародавні ворота, Артас, Мурадін і невеликий загін воїнів виявилися зовсім недалеко від легендарного меча. Незабаром Артас зіткнувся з Хранителем, який намагався завадити молодому принцу пройти до Кригоплачу. Хранитель загинув, а Артас і Мурадін отримали свою нагороду — Кригоплачу. Однак, прочитавши руни, Мурадін зрозумів, що меч проклятий, і запропонував Артасу залишити все як є, забути про меч і скоріше вести своїх людей назад в Лордерон. Артас був непохитний, він скликав духів печери, щоб звільнити меч з його крижаної в'язниці, запевняючи, що «віддасть все або ж заплатить будь-яку ціну, якщо тільки духи дозволять захистити його народ». Коли меч звільнився від крижаних кайданів, Мурадін отримав удар крижаним уламком, але Артас не відчув ніяких докорів сумління. Він узяв Кригоплач і повернувся до табору, залишивши Мурадіна помирати. Пізніше, вже під час подій World of Warcraft: Wrath of the Lich King стає відомо про те, що Мурадін не загинув у тій печері, а просто втратив пам'ять. Повернувшись до табору, Артас зібрав своїх воїнів та повів їх на битву з Мал'Ґанісом. Швидко зачистивши табір невмерлих, Артас дібрався до Мал'Ґаніса та за допомогою свого нового клинку вбив Повелителя жаху.

### Зрада
Артас зник, і від нього не було ніяких звісток цілий тиждень. Повернувшись до Лордерону його зустрічають як героя, але під час аудієнції зі своїм батьком принц вбиває короля Теренаса і проголошує падіння Лордерону. Зустрівшись  з Володарем Жаху Тіхондрієм, принц прийнявши його за Мал'Ґаніса, почав погрожувати, але потім зрозумів, що той з'явився, щоб привітати принца. За розмовою грішний принц сказав, що більше не відчуває співчуття до людей і провини за скоєне. Тіхондрій пояснив, що отриманий у Нортренді меч був викований самим Нер'зулом і призначався для того, щоб витягувати душі з живих людей. Душа Артаса стала першою.
Артас зібрав членів Культу Проклятих, які ховалися в селі Вандермар, використовуючи їхні магічні здібності на шляху до Андоралу, де він мусив знайти тіло Кел'Тузада. Артас вбив паладина Каніврада Похмурого, який охороняв склеп, і забрав прах некроманта. Це повернуло дух Кел'Тузада у світ живих, і він таємно повідомив Артасу, що довіряти Повелителю Жаху не можна.
Рештки Кел'Тузада збереглися надзвичайно погано, і для відновлення їх необхідно було віднести до містичного Сонячного джерела, розташованого в Кель'Таласі. Тіхондрій направив Артаса на пошуки містичної урни, за допомогою якої можна було б переправити залишки Кел'Тузада. Урну охороняли лицарі Сріблястої десниці. Артас вбив Балладора Світлого і Сейджа Правдоносця; вони обоє засудили його за зраду. Після цього лицар смерті  зустрівся з самим Утером Світлоносцем. Вражений тим, що відбувається паладин пояснив Артасу, що урна зберігає прах його загиблого батька. Артас безжально вбив свого колишнього командира, забрав урну і замінив прах свого батька на рештки Кел'Тузада. Після скоєного він почав свій довгий шлях в Кель'Талас.

### Падіння Кель'Таласу
Артас зустрів серйозний опір з боку ельфів, на чолі з вищою ельфійкою Сільваною Вітрогін. Вона відчайдушно опиралася силам невмерлих, намагаючись попередити жителів і правителів великої ельфійської столиці — Срібносвіта — про те, що насувається загроза, однак Артас встиг зруйнувати табори її армії і вбити саму Сільвану. Як «плату» за її непокору, Артас поневолив душу ельфійки. Підкоривши Сільвану волі Нер'зула, Артас змусив її вбивати власний народ. Після цього він зруйнував Срібносвіт і опоганив Сонячне джерело, використавши його для повернення Кел'Тузада до життя у формі ліча.

### Руїна Даларану
На шляху в Альтерак Кел'Тузад розповів Артасу про Палаючий Легіон, а також про плани Нер'зула і Кляті. Кел'Тузад попрямував в Альтерак з метою зруйнувати табір орків з клану Чорної скелі, що взяли під свій контроль демонічні ворота, за допомогою яких він хотів зв'язатися з владикою демонів — Архімондом Осквернителем. Армії мерців розбили орків, і після того, як Кел'Тузад отримав вказівки від Архімонда, вони вирушили до оплоту магів Лордерона — міста Даларан. Архімонд наказав будь-якою ціною дістати книгу заклинань Медіва, за допомогою якої Кел'Тузад привів би його в Азерот.
Незважаючи на відважні спроби магічної ради Кірін-Тору дати відсіч вторгненню, Невмерлі прорвали оборону і всі укріплення, Артас убив Верховного Мага Антонідаса і забрав Книгу Медіва.
Артас зі своїми військами відбивав контратаки магів, а в цей час Кел'Тузад почав процедуру приведення повелителя демонів у світ Азерот. Після своєї появи Архімонд оголосив, що Нер'зул став безкорисним для Легіону і призначив Тіхондрія командиром Кляті. Артас не розумів, що відбувається з ним і Кел'Тузадом, але той повідомив, що все йде саме так, як  передбачав сам Нер'зул. У той час, як Архімонд могутнім ритуалом стер Даларан з лиця землі, Артас і Кел'Тузад вже зникли.
Через кілька місяців Артас з'явився в землях Калімдору, де Тіхондрій використовував таємну магію черепа Ґул'дана. Артас розповів нещодавно звільненому мисливцеві за демонами Іллідану, як отримати всю могутність цього черепа і знищити Тіхондрія. Іллідан погодився з планом Артаса, і грішний принц відразу ж зник.

### Повернення в Лордерон
Архімонд залишив трьох Володарів Жаху на руїнах Лордерона. Їхнім завданням стало стримувати повалену націю під контролем і спостерігати за підступними слугами Нер'зула. Коли повелитель демонів був переможений, його слуги не знали про це ще довгий час. Все змінилося, коли з'явився Артас з метою повернути собі трон. Він почав погрожувати натрезімам, а потім закликав на свою сторону Сільвану і Кел'Тузада. Разом вони змогли здолати сили, що залишилися у людей під командуванням Даґрея Вбивці Орків, Халаха Світлоносного і Маґрота Захисника. Проте в ході бою у Артаса трапився хворобливий напад, під час якого він відчув, як Нер'зул говорив до нього. Незважаючи на слабкість, Артас бився до кінця, поки всі сили людей не впали перед ним.
Артас і не підозрював, що сили Нер'зула вичерпалися настільки, що Сільвана вирвалася з-під його контролю. Таємно вона зустрілася з трьома Повелителями Жаху, які повідомили їй, що сили Крижаного Трону зменшуються і настав час відплати.
У столиці Артас потрапив у засідку, і йому довелося шукати союзників, які б допомогли йому прорватися через війська Повелителів Жаху, адже серед них була могутня істота — м'ясник Душогуб. На околиці міста в пустковому лісі, Артас був атакований Сільваною, яка вразила його отруєною стрілою. В останній момент в хід бою втрутився Кел'Тузад і перешкодив підступним планам Сільвани.
Душевні страждання Нер'зула продовжували пронизувати свідомість Артаса і кликали його в Нортренд, де війська демонів (пізніше з'ясувалося, що це був Іллідан разом з Кель'тасом Сонячним Блукачем) намагалися зруйнувати Крижаний Трон і покласти край повелителю Невмерлих. Артас негайно підготував флот і відплив в Нортренд, залишивши Кел'Тузада своїм намісником в Лордероні.

### Тріумф Короля-ліча
Короткотривалий бій між принцом Артасом і його противником Ілліданом, який намагався завадити йому досягти Крижаного Трону, закінчився важким пораненням мисливця на демонів. Війська Леді Вайш та Іллідана, ведені бажанням Кіл'джедена помститися Нер'зулу, зазнали поразки. Армія Невмерлих звільнила Артасу шлях до Цитаделі Крижаної Корони, біля підніжжя якої і відбувся його бій з демоном Ілліданом. Удар Кригоплачу, який розсік груди Іллідана, вирішив результат поєдинку, і більше не маючи перешкод, принц Артас Менетіл покинув недобитого противника, поспішаючи на поклик Короля-ліча.
Ступаючи по звивистій стежці древніх льодовиків, Артас крок за кроком наближався до заповітної мети. Усередині гігантської засніженої скелі цитаделі височів Крижаний Трон. До нього вела єдина доріжка — останній шлях молодого принца. Піднімаючись назустріч долі, він чув голоси відданих йому людей, які виникали в його пам'яті. Він чув Мурадіна, Утера і Джайну, які кричали до нього. Але вони вже не могли зупинити його, і невідворотне сходження тривало. Досягнувши вершини, Артас побачив перед собою крижану брилу. У ній як у темниці був закутий обладунок, що скував душу стародавнього шамана. Він сидів на масивному троні. І лише його шепіт тепер звучав в голові полеглого лицаря.
«Принеси меч… замкни коло… поверни мені свободу!»
З гучним криком він обрушив Кригоплач на крижану темницю Нер'зула, і Зледенілий Трон розколовся, розсипавшись під його ногами. Артас наблизився до шолому, звільненого з розбитої брили, і підібрав його. Думки і крики вщухали, звільняючи його свідомість і примушуючи надіти цю маску.
«Віднині… ми… одне ціле!»
Душі Нер'зула і Артаса об'єдналися, породжуючи нову могутня істоту. Свідомості обох опинилися глибоко заковані в розумі нової істоти — Короля-ліча.
Зовнішня стіна Цитаделі Крижаної Корони впала, залишивши лише гострий пік, який самотньо здіймався до неба. Артас Менетіл, будучи вже Королем-лічем опустився на свій новий трон на уламках вершини, споглядаючи своє королівство і готуючи нові плани помсти і поневолення…

### Смерть Короля-ліча
Король-ліч сидів на своєму троні п'ять років, набираючи силу і підкорюючи собі мешканців Нортренду. Зміцнівшись, він послав свою армію до Східних Королівств. Шлях героїв Азероту до знищення Короля-ліча був важкий. Для цього їм знадобилося зібрати з проклятого сарониту і руків'я молота Артаса, який він залишив у печері Кригоплачу, страхітливу зброю, яка не поступалась своєю силою клинку Короля-ліча — Темноскорб. У жорстокій боротьбі герої Альянсу і Орди за допомогою лицарів Попільного Союзу (англ. Ashen Verdict) змогли здолати короля, взяти штурмом Цитадель Крижаної Корони і тим самим перемогти грішного принца. В останні секунди «життя», душа Артаса, разом з іншими душами, які поглинув Кригоплач, звільнилася, як і душа його батька, Теренаса. Артас помер, будучи людиною, а не частиною розуму Короля-ліча. Але Кляттю мусив хтось керувати, і Тіріон Фордрінґ ледь не вдягнув корону. Проте новим королем став зниклий безвісти в бою при Воротах Гніву герой Альянсу Болвар Фордраґон, який переконав паладина, що саме він, а не Тіріон, повинен принести себе в жертву. Очі нового короля запалали вогнем, який надалі буде нездоланною перепоною між руйнівними силами Невмерлих і Азеротом.
Загибеллю Артаса закінчилася ціла епоха в історії всесвіту Warcraft.
{[Редагую]}

## Особистість
У Warcraft III в кампанії людей Артас показаний як людина дії, хоробра, імпульсивна і надзвичайно пряма. Він — харизматичний лідер, приклад для своїх підлеглих. У розмовах з іншими персонажами він дотепний і добродушний, але твердо відстоює свою думку, і оточуючим доводиться миритися з цим. У наведених нижче абзацах також йдеться про те, що він мстивий, йому не вистачає контролю, що і призвело до його падіння.
Під час очищення Стратгольму і в подальших подіях Артас виправдовує все, що він робить, бажанням помститися Мал'Ґанісу. Мається на увазі, що саме по собі очищення не було найгіршим злочином Артаса в Стратґольмі (адже міщан, що перетворилися на зомбі, все одно довелося б вбити), але найстрашніше те, що у нього немає співчуття, він просто кидається винищувати заражених мешканців, навіть не намагаючись задуматися про інші альтернативні варіанти.
Після свого падіння, в кампаніях невмерлих Warcraft III: Reign of Chaos і в Warcraft III: The Frozen Throne Артас зберігає свої якості лідера і свою дотепність, але почуття гумору у нього стає зовсім похмурим в міру того, як він стає повною протилежністю себе минулого — надзвичайно безжальним і цинічним чоловіком. Будучи бездушним лицарем смерті, Артас, схоже, насолоджується тим, що робить: він насміхається над своїми ворогами і зловтішається, коли вони зазнають поразки. На самому початку кампанії невмерлих він здивований, що більше не відчуває жалю або докорів сумління, і йому пояснюють, що це все через Кригоплач, який поглинув його душу.

### Прототипи
Артаса можна розглядати як «відображення»Короля Артура (схожі навіть їхні імена). Як і у Артура, доля Артаса як короля почалася з того, що він витягнув меч з каменю — Кригоплач можна порівняти з Екскалібуром. Нер'зула можна з натяжкою представити Мерліном — фігурою чарівника позаду короля, а Утер, наставник Артаса, носить те ж ім'я, що і батько Артура. Але, на відміну від Артура, Артас руйнує королівство, схоже на Камелот, і будує його повну протилежність.

## Цікаві факти
- В рамках ювілейного заходу, що ознаменував собою 15-річну історію світу «Warcraft» і 5-річний ювілей World of Warcraft на сторінці акції «Бойовий крик» 22 січня Invincible (World of Warcraft).

|  | Пісня на пам'ять про грішника. З тих пір минуло стільки років, стільки подій змінили сторінки літописів, що вже не зрозуміти, про кого в ній співають: про принца Лордерону чи про його улюбленого коня. |

- В «Warcraft III» у Артаса сині очі, але на малюнках до «Warcraft III» і «Wrath of the Lich King» у нього зелені очі. У книзі «Arthas: Rise of the Lich King» говориться, що у нього синьо-зелені очі.
- Хоч багато джерел називають Артаса невмерлим, а в Warcraft III він є невмерлим з погляду ігрової механіки (швидше відновлює здоров'я на проклятій землі), розробники Warcraft, Кріс Метцен (Chris Metzen) і Алекс Афрасіабі (Alex Afrasiabi) підтвердили, що взагалі-то він ніколи не помирав.
- Меч Артаса «Кригоплач» за своїми властивостями нагадує Gripsoul і Souldrinker, епічну зброю з «Dungeons & Dragons», а його зовнішній вигляд скопійований з Souldrinker'а без істотних змін.